# 赵家庄遗址
赵家庄遗址，位于中华人民共和国山东省青岛市胶州市里岔镇赵家庄，是中华人民共和国全国重点文物保护单位之一。
2006年12月7日，公布为山东省文物保护单位，2013年5月公布为全国重点文物保护单位，是一座古遗址。